# Danilo Alexandr Petrović-Njegoš
Danilo Alexandr Petrović-Njegoš (29. června 1871 – 24. září 1939), známý spíše jako Danilo III., byl černohorským korunním princem, nejstarším ze tří synů (pátým potomkem) černohorského knížete a později krále Nikoly I. Petroviće-Njegoše a jeho ženy, kněžny a královny Mileny Teodózie Vukotić. Coby následníkovi trůnu mu náležel také titul velkovévoda Grahovský a Zetský.
Patřil k dynastii Petrovićů-Njegošů a byl členem černohorské královské rodiny.

## Život

### Dětství
Korunní princ Danilo Alexandr se narodil 29. června 1871 v Cetinje. Jeho narození bylo obrovskou slavnostní událostí, po čtyřech dcerách se totiž královskému páru konečně narodil dědic a následník trůnu. 2. října toho roku byl v Dajbabském klášteře pokřtěn, jeho kmotry se stal bulharský kníže Alexandr I., italský král Viktor Emanuel II. a ruská carevna Marie Alexandrovna. Korunní princ vyrůstal v Cetinjském královském paláci se svými sourozenci.

### Vzdělání
Vzdělávací požadavky Nikoly I. byly na Danila jako na korunního prince velmi vysoké. Nejdříve byl vzděláván doma, učil se politiku, historii a také filozofii. Hovořil skvěle francouzsky, rusky a německy. Od svých 15 let navštěvoval prestižní vojenskou školu, kterou dokončil v roce 1891.

### Manželství
V roce 1899 se korunní princ Danilo setkal během státní návštěvy Německa v Berlíně s mladou vévodkyní Augustou Šarlotou Meklenbursko-Střelickou, známou pod jménem Jutta, do které se ihned zamiloval a již několik týdnů později Danilo pozval vévodkyni Juttu do Černé Hory a oznámil svému otci plány o zásnubách, z čehož byl Nikola (tehdy ještě kníže) velmi nadšen.
Svatba se konala 27. července 1899 v královské kapli Ćipur v Cetinje. Svatby se mj. zúčastnila nevěstina matka kněžna Alžběta Anhaltská, nevěstin bratr velkovévoda Adolf Fridrich VI.; dále samozřejmě kníže Nikola a kněžna Milena, velkokníže Konstantin Ruský a část Danilových sourozenců – princ Mirko Dimitrij a princezny Xenie, Věra, Anna a také Elena, italská královna s manželem králem Viktorem Emanuelem III.
Vévodkyně Jutta byla oblečena do černohorského národního kroje. Po obřadu prošel svatební průvod městem do královského paláce, odkud z novomanželé z balkónu dlouze mávali poddaným. Pro Černohorce, kteří svého korunního prince zbožňovali, byla svatba velkou událostí, která se oslavovala ještě dlouho do noci.
Po svatbě se Jutta stala černohorskou korunní princeznou a po přestoupení na pravoslavnou víru přijala jméno Milica Sofie, stále byla ale oslovována jménem Jutta.
Po sedmi letech manželství se Danilo s Juttou stále nedočkali potomka. Nakonec byla u Jutty zjištěna tyrosinémie – metabolické onemocnění – a pár zůstal bezdětný až do konce života.

### Život během válek

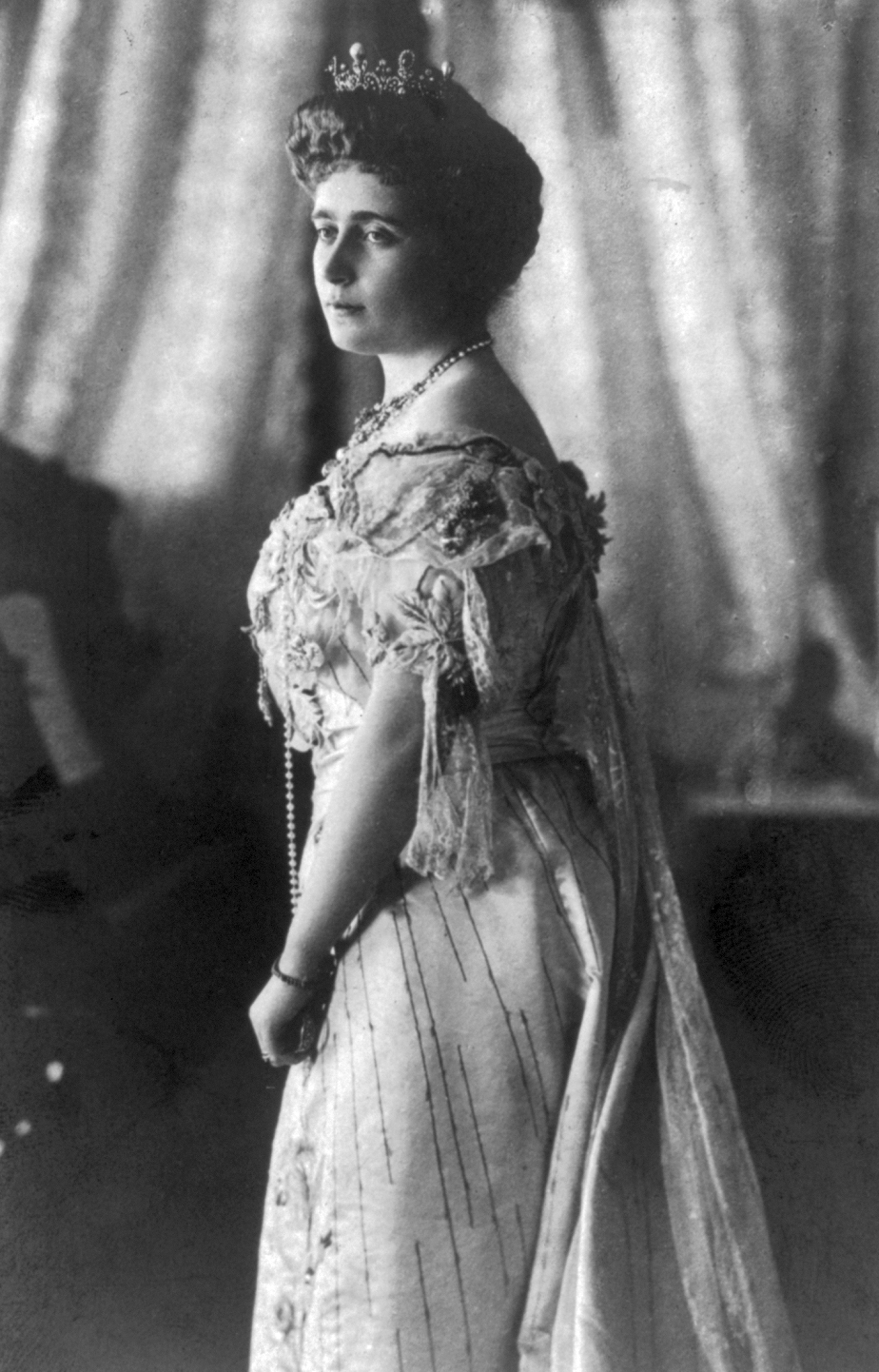
Danilova manželka Jutta, vévodkyně Meklenburská

Během Balkánských válek se Danilo společně se svým otcem a tehdejším ministrem obrany, generálem Jankem Vukotićem (bratrancem královny Mileny) zapojil do vedení armády a přípravě válčených plánů. Svou pověst schopného velitele a především roli následníka trůnu oblíbeného u svých občanů upevnil tím, že spolu se svým otcem a bratrem vedl Černohorce do Albánie a zasloužil se o dobytí pro Černou Horu v dubnu 1913 přístavu Skadar.
Po vypuknutí první světové války pracoval korunní princ na zhotovení válečných strategických plánů společně se svým nejmladším bratrem, princem Petrem. První dva roky bratři společně s králem úspěšně chránili Černou Horu před nájezdy ústředních mocností, avšak v zimě 1916 byla země obsazena Rakousko-Uherskem.

### Konec života
V roce 1917 byla podepsána Korfská deklarace, jež prohlašovala spojení Černé Hory se Srbskem. Král Nikola I. byl roku 1918 sesazen z trůnu a o rok později byla dynastie Petrovićů-Njegošů nucena odejít do exilu a vzdát se moci.
Danilo odešel spolu se svou manželkou a členy královské rodiny do exilu nejprve do Itálie na dvůr jeho sestry královny Eleny a jen pár let poté do Francie na riviéru do města Cap d'Antibes, kde vlastnila dynastie značný majetek.
Po čtyřech letech na riviéře se Danilo s Juttou přestěhovali do Paříže. Jak v Černé Hoře, tak i v exilu byl Danilo velice uznávanou postavou ve společnosti. Jeho život se dá označit za bezstarostný a příjemný, i když měl mnoho problémů ohledně nástupnictví. Často byl zván na přední společenské dýchánky nebo plesy, především v Paříži.
Po smrti krále Nikoly v Cap d'Antibes na jaře 1. března 1921 se Danilo coby nejstarší syn stal hlavou dynastie Petrovićů-Njegošu a černohorské královské vlády v exilu. Svého nástupnictví se však již o 6 dní později vzdal a 7. března abdikoval na funkci korunního prince a následníka trůnu ve prospěch svého dvanáctiletého synovce prince Michaela, jehož regentkou se stala jeho babička, královna Milena. Důvody abdikace Danila Alexandra jsou do dnes stále neobjasněné, předpokládá se však, že šlechetný a oddaný korunní princ špatně nesl spojení vlasti se Srbskem a pokládal si to za svou vinu. Během jeho šestidenního nástupnictví však stačil díky své sestře Eleně a jejímu manželovi zajistit alespoň částečnou suverenitu Černé Hory – výsledkem toho bylo obnovení monarchie v letech 1941–1944. Jisté ale je, že abdikací ztratil u mnohých Černohorců přízeň a zklamal emigranty a vládu.

## Film
V roce 1934 princ Danilo žaloval společnost Metro-Goldwyn-Mayer pro urážku na cti, jež se uskutečnila díky jeho falešnému zobrazení ve filmu Veselá vdova z roku 1934.

## Skladatelská činnost
Jistou dobu byl korunní princ známý svou skladatelskou činností. Napsal několik básní (s vlasteneckým, ale také často dekadentním charakterem), almanach s rodokmenem dynastie Petrovićů-Njegošů a také několik skladeb pro orchestr; jeho nejvýznamnějším počinem je ale napsání hudby pro píseň Onamo 'namo!, kterou vymyslel jeho otec a jež se stala hymnou království. Hudbu publikoval během státní návštěvy Prahy.

## Konec života
Danilo III. zemřel 24. září 1939 ve Vídni (která byla v té době součástí nacistického Německa). Do Vídně se s manželkou přestěhovali v roce 1935 a stali se zde velmi oblíbenými. Danilova smrt velice zlomila Juttu, která se přestěhovala do Říma, kde také v roce 1946 zemřela.
Byl pohřben 4. října 1939 na vídeňském hřbitově Zentralfriedhof. V roce 2000 byly ostatky korunního prince převezeny na královské pohřebiště v Cetinje.

## Vyznamenání

### Černhorská vyznamenání
- Řád Petrovićů-Njegošů
- Řád knížete Danila I.
- Řád sv. Petra Cetinsjkého

### Mezinárodní
Italské království
- Řád zvěstování
- Řád sv. Mauricia a sv. Lazara
- Řád italské koruny